# Marko Modic
Marko Modic, slovenski fotograf in slikar, * 26. avgust 1958, Ljubljana.
Marku Modicu fotografski in umetniški krogi po svetu pripisujejo posebno mesto zaradi izvirnosti in barvitosti njegovih umetnin. Svoja dela razstavlja ne le v Sloveniji ampak je imel svoje razstave tudi v Italiji, Parizu, Londonu, Kanadi itd.
Leta 1988 je prejel nagrado Zlata ptica, ki je priznanje ustvarjalcem in poustvarjalcem za izjemne dosežke na različnih področjih kulturnega ustvarjanja.

## Življenjepis
Leta 1976 je od svojega očeta dobil svoj prvi fotoaparat Praktica. Na začetku je delal črno-bele fotografije in se kasneje lotil bolj zapletenih fotomontaž, ki jih pri svojem delu uporablja še danes. Fotografijo uporabi občasno tudi kot osnovo, na katero nato nariše sliko. Znan je, da detajle, običajne stvari, najdene predmete predstavi na samosvoj način. V njegov opus spadajo fotografije, slike, knjige, kot tudi predstave.
Med triletnim bivanjem v Ekvadorju se je posvečal fotografiji in fotomontažam na temo voda. Takrat je začel tudi slikati in svoje umetnine ob povratku v Slovenijo 1993 razstavil v Moderni galeriji v Ljubljani.
Stalna, a dopolnjujoča se zbirka njegovih slikarskih del je od leta 2005 na ogled v galeriji The Venetian, Scorze (VE), Italija.
Želja po izdaji knjige o kanadskem hribovju Canadian Rockies ga je vodila v Kanado, kamor se je vračal tri leta. Rezultat njegovega ustvarjanja v Kanadi je bila razstava v muzeju Whyte v Banffu, Alberta.
Spomladi 2011 je bila na Jakopičevem sprehajališču (Tivoli, Ljubljana) na ogled njegova razstava fotografij z naslovom »Zemlji na kožo pisano«.
Marko Modic živi v Ljubljani (2012).

## Razstave in pomembnejša dela

### Samostojne fotografske razstave
- 1984 Cankarjev dom (Cultural and Congress Center), Ljubljana, Slovenija (vključena tudi predstava)
- 1987 Richard Demarco Gallery, Edinburg, UK
- 1988 Galerija Dante • Marino Cettina, Umag, Hrvaška
- 1988 Moderna galerija (Museum of Modern Art), Ljubljana, Slovenija
- 1990 Centre Culturel et d’information de Yugoslavie, Paris, Francija
- 1991 Fundacion Guayasamin, Quito, Ekvador
- 1991 Espace Franco - Americain, Le Mejan, R.l.P., Arles, Francija
- 1992 Folklore Olga Fisch, Quito, Ekvador
- 1993 Moderna galerija (Museum of Modern Art), Ljubljana
- 1995 Cankarjev dom (Kulturni in kongresni center), Ljubljana
- 1996 Teatro San Martin, Buenos Aires, Argentina
- 1996 Barbican Centre, London, Velika Britanija
- 1998 Ikona Photo gallery, Benetke, Italija
- 1998 Mestna galerija, Ljubljana, Slovenija
- 1999 Mücsarnok, Palace of Art, Budimpešta, Madžarska
- 1999 Palisady gallery, Bratislava
- 1999 Milano Libri, Milano, Italija
- 2002 Galerie Perpétuel, Frankfurt, Nemčija
- 2004 Equrna Gallery, Ljubljana, Slovenija
- 2004 Euro Center, Ljubljana, Slovenija [7]
- 2004 Galleria Regionale d'Arte Contemporanea Luigi Spazzapan, Gradisca d'Isonzo, Italija
- 2005-2010 The Venetian, Scorze (VE), Italija
- 2010 Kosovelov dom, Sežana, Slovenija
- 2010 Atelje Mikado, Ljubljana, Slovenija
- 2011 Whyte Museum, Banff, Kanada [8]
- 2011 Jakopičev drevored Tivoli, Ljubljana, Slovenija [9]
- 2012 Galerija Zala, Ljubljana, Slovenija
- 2012 Slovenian Scientific Institut, Dunaj, Avstrija
- 2014 The Art photo gallery, Trst, Italija
- 2015 Galerija Jakopič, Ljubljana, Slovenija
- 2015 Mladinska knjiga, Ljubljana, Slovenija

### Skupinske fotografske razstave
- 1986 B’Bienale, Rotonda, Thessaloniki, Grčija
- 1988 XV Fotoforumm, Fotografi di Alpe Adria, Auditorium, Spilimbergo, Italija
- 1998 Galaxia, Casa Veneta, Muggia, Italija
- 1989 YU Documenta 89, Olympic Center Skenderija, Sarajevo, Bosna
- 1989 Alcune espressioni, Villa Simion, Spinea, Italija
- 1989 Utopies 89, Grand Palais: L’Europe des créateurs, Paris, Francija
- 1990 Soirées Est-Ouest, Musée National d’Art Moderne, Centre G.Pompidou, Paris, Francija
- 1990 Ca dèbloque à l’est, Espace photographique Contretype, Bruxelles, Belgija
- 1990 Soirées Est - Ouest, Galerie Donguy, Paris, Francija
- 1991 Identités méditerranéennes, Aix-en-Provence, Francija
- 1994 Alteridades, Sala Gòtica de I’IEI, Lérida, Španija
- 1995 Out post, Benetke, Italija
- 1999 Dal Dahgerrotipo al Digitale, Galleria Sagittaria, Pordenone, Italija
- 2003 Jubilaeum, Galerie Perpétuel, Frankfurt, Nemčija
- 2009 Risba na Slovenskem, Mestna galerija Ljubljana, Slovenija
- 2010 Revolutionary Voices,New York Public Library, New York, ZDA
- 2010 Photographs from Marino Cettina Collection, Museum of Modern and Contemporary Art, Rijeka, Hrvaška
- 2010 Risba na Slovenskem, Museum of Contemporary Art, Zagreb, Hrvaška
- 2010 Risba na Slovenskem (1940 - 2009), Maribor Art Gallery, Maribor, Slovenija
- 2010 Risba na Slovenskem (1940 - 2009), Mestna galerija Ljubljana, Slovenija
- 2011 ZDSLU, Galerija Instituta »Jožef Stefan«, Ljubljana, Slovenija
- 2011 Med slikarstvom in abstrakcijo, Galerija Velenje, Velenje, Slovenija
- 2011 Med slikarstvom in abstrakcijo, Kosova graščina, Jesenice, Slovenija
- 2012 NSK 1984-1992, Chelsea Space, London, Velika Britanija
- 2012 Time for a New State / NSK Folk Art, Tate Modern, London, Velika Britanija
- 2012 Izbor fotografij Art collection grupe Junij, Muzej za arhitekturo in oblikovanje, Ljubljana, Slovenija
- 2012 Nova fotografija - realnost, Savinov likovni salon, Žalec, Slovenija
- 2013 50 let Mestne galerije v Ljubljani, Mestna galerija, Ljubljana, Slovenija
- 2013 Photo-Imago 1983-2013, Museo d'Arte Moderno Ugo Cara, Muggia, Italija
- 2015 NSK from Kapital to Capital, Moderna galerija, Ljubljana, Slovenija
- 2016 NSK from Kapital to Capital, Van Abbe Museum, Eidhoven, Nizozemska
- 2016 NSK from Kapital to Capital, Garage Museum of Contemporary Art, Moskva, Rusija
- 2017 Osemdeseta / Dediščina 1989, Moderna galerija, Ljubljana, Slovenija
- 2017 NSK from Kapital to Capital, Museo Nacional Centro de Arte Reina Sofia, Madrid, Španija

### Knjige in katalogi
- 1988 Marko Modic: Ekran sanjskih podob (The Screen of Oneiric Images), Moderna galerija, Ljubljana, Slovenija (COBISS)
- 1990 Marko Modic: Moderna galerija, Ljubljana, Slovenija (COBISS)
- 1992 Marko Modic: A Fish Book – Galapagos, Villegas Editores, Quito, Ekvador
- 1992 Marko Modic: Tauromaquia, Villegas Editores, Quito, Ekvador
- 1993 Marko Modic: Texturon, Moderna galerija, Ljubljana, Slovenija (COBISS)
- 1994 Marko Modic: Ljubljana - Luč in dan (Ljubljana - Light and day), Colibri, Ljubljana, Slovenija (COBISS)
- 1995 Marko Modic: Ratio Cut, Cankarjev dom, Ljubljana, Slovenija (COBISS)
- 1998 Marko Modic: Excentrix, EWO, Ljubljana, Slovenija (COBISS)
- 1999 Marko Modic: Alluminations, Municipal Gallery Ljubljana, Slovenija  (COBISS)
- 2001 Marko Modic: Unseen, Die Gestalten Verlag, Berlin, Nemčija [10] (COBISS)
- 2006 Marko Modic: Oyster Doubt, Logos, Modena, Italija (COBISS)
- 2015 Marko Modic: Peti element, Galerija Jakopič, Ljubljana, Slovenija  (COBISS)

### Predstave
- 1984: Extreme, Auditorium Zanon, Udine, Italija
- 1986: Massacrefish I, Künstler Werkstatte, München, Nemčija
- 1987: Massacrefish II, Galerija Dante - Marino Cettina, Umag, Hrvaška
- 1987: Massacrefish III, Craighill Cottage, Blebocraigs, Cupar, Škotska
- 1988: Eau & Feu, Galerija Dante - Marino Cettina, Umag, Hrvaška
- 1988: Missa Elementorum, SKC, Beograd, Jugoslavija
- 1989: Pulsus, Museum of XIV Winter Olympic Games, Sarajevo, Bosna
- 1990: Mostromo, Katedrala sv. Vlaha, Dubrovnik, Hrvaška
- 1994: Ratio Cut, Ca Nova, Oira di Crevoladossola, Italija

### Televizijske oddaje in videi
- 1985: TV Ljubljana, Miha Vipotnik: Verging on the impossible
- 1988: TV Ljubljana, Marina Grzinic, Aina Smid: Viziorama - Mašinerija slike
- 1988: Radovan Cok: Albedo (performance for one camera)
- 1988: TV Koper, Silvio Odogaso: Marko Modic, L'intelligenza della bellezza
- 1988: BBC North: Rough Guide, West MCMLXXXVIII
- 1993: TV Ljubljana, Stane Sumrak, Koketiranje s sivino možganske skorje
- 1994: AGRFT & Moderna galerija Ljubljana, Gregor Vesel: Texturon